# Madonna di Krumlov
La Madonna di Krumlov è una scultura in calcare policromato (altezza 112 cm) del 1393 circa, di un anonimo artista boemo. Proviene da Český Krumlov in Boemia ed è oggi conservata al Kunsthistorisches Museum di Vienna.

## Descrizione
Si tratta di una Madonna in piedi che regge il Bambino, che si volta benedicente con un'elegante torsione del corpo che sembra volerlo avvicinare  allo spettatore. Alcuni arti del Bambino sono andati perduti.
La statua è un ottimo esempio della produzione delle cosiddette "Belle Madonne", ispirate ai modelli del gotico francese, ma con un'espressione più serena e sorridente. La fisionomia è idealizzata ed il panneggio segue linee curate, che creano ampie falcate ritmiche, ora fluide, ora schioccanti, con effetti di profondo chiaroscuro.
Il volto della Madonna e la figura del Bambino hanno una fisionomia serena ed elegante, con un'epidermide chiara e levigata, che mette in risalto i valori spirituali della rappresentazione sacra.
Un altro esempio di "bella Madonna", più schematico, è la lignea Madonna di Kruzlov (1410 circa), nel Museo Nazionale di Cracovia.